# Voile d'épines neurales

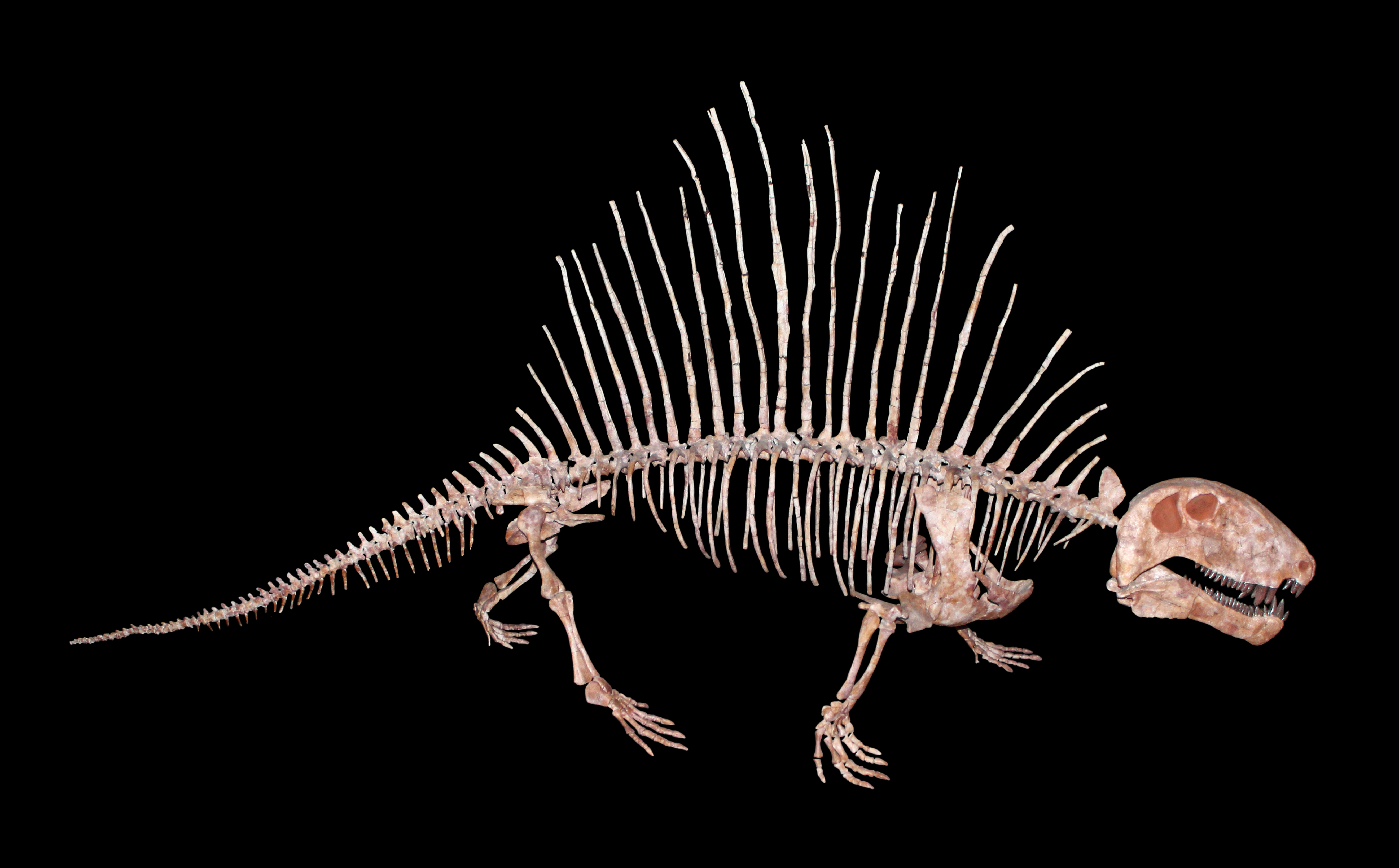
Squelette monté de Dimetrodon limbatus

Une voile d'épines neurales est une grande protrusion relativement plate située sur le dos d'un animal, formée d'une séquence d'apophyses épineuses vertébrales allongées et des tissus associés. De telles structures sont comparativement rares chez les animaux modernes, mais ont été identifiées chez de nombreuses espèces éteintes d'amphibiens et d'amniotes. Les paléontologues ont proposé plusieurs hypothèses sur la façon dont cette voile aurait pu fonctionner de leur vivant.

## Fonction

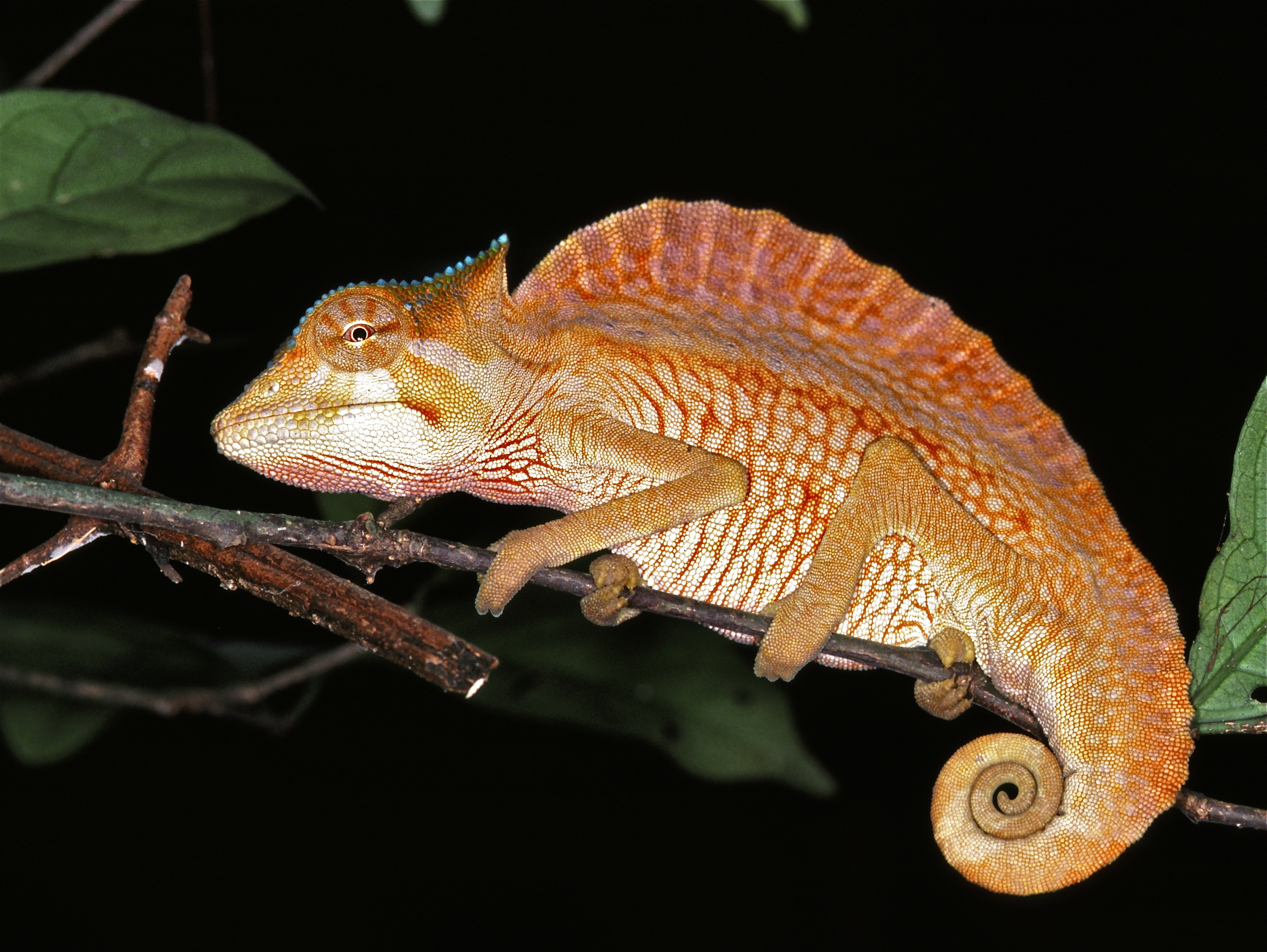
Trioceros cristatus, un reptile actuel ayant une voile sur le dos

Diverses hypothèses ont été proposées concernant la fonction de la voile.

### Thermorégulation
La structure pourrait avoir été utilisée pour la thermorégulation. La base des épines présente un canal qui pourrait avoir contenu un vaisseau sanguin alimentant abondamment la voile en sang. L'animal aurait pu utiliser la grande surface de la voile pour absorber la chaleur du soleil le matin. En tant qu'ectothermes, ces animaux avaient besoin de chaleur d'une source externe avant que leurs muscles ne commencent à fonctionner correctement. Un prédateur aurait ainsi eu un avantage sur ses proies plus lentes. La voile pourrait être utilisée en sens inverse si l'animal était en surchauffe. En se tenant à l'ombre, la voile rayonnerait la chaleur vers l'extérieur.
Cependant, des études récentes ont mis en doute l'efficacité de ce prétendu moyen de thermorégulation, et en effet aucun animal éteint à voile n'est actuellement supposé avoir utilisé sa voile pour la thermorégulation,.

### Sélection sexuelle
Les structures corporelles élaborées de nombreux animaux actuels servent généralement à attirer les partenaires potentiels lors de la reproduction. Cela a été proposé comme une fonction potentielle de la voile.

### Stockage de graisse

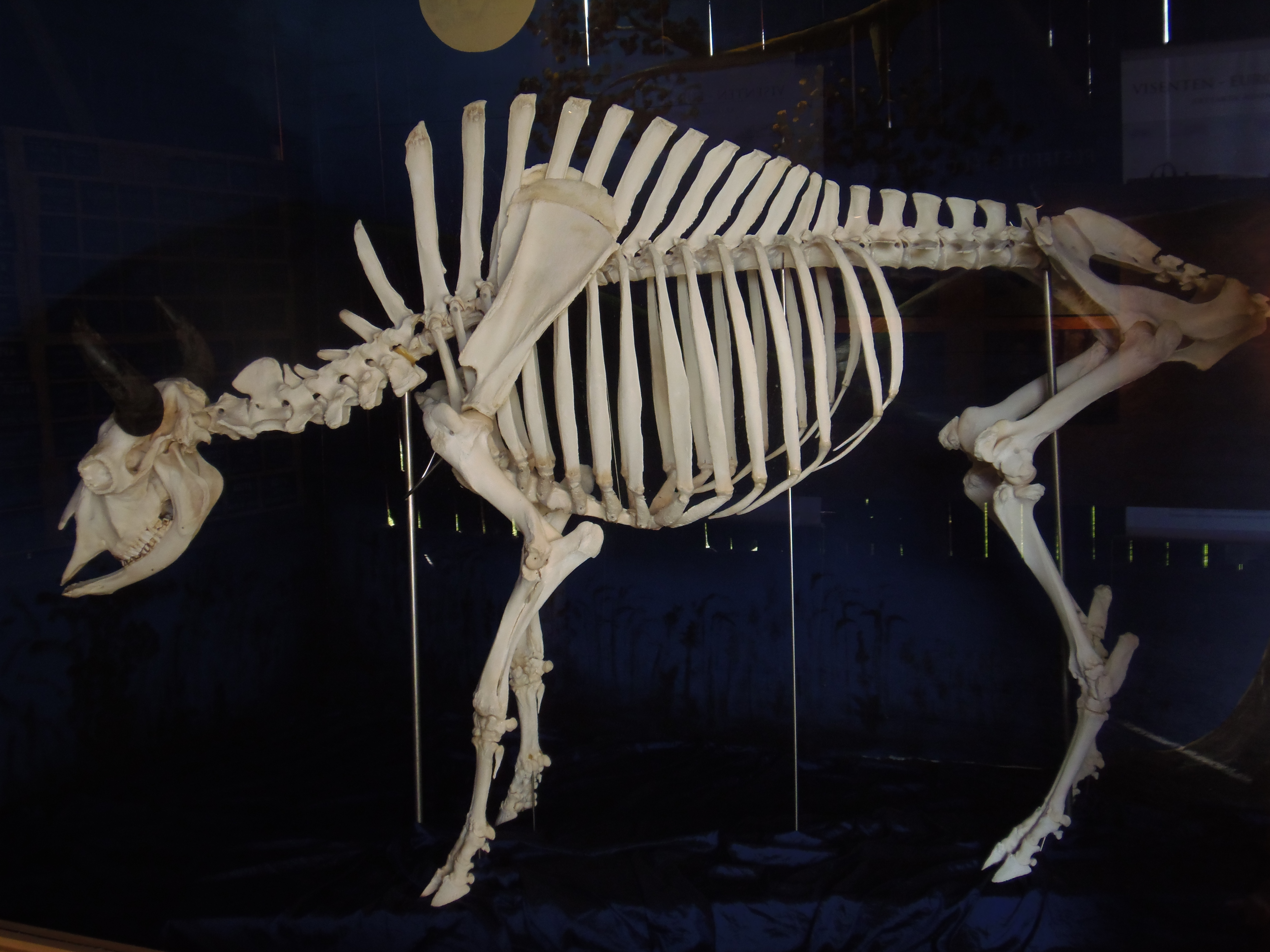
Les hautes épines neurales d'un bison forment une bosse plutôt qu'une voile.

La structure pourrait également avoir été davantage en forme de bosse que de voile, comme l'avait noté Stromer en 1915 : « on pourrait plutôt penser à l'existence d'une grande bosse de graisse (Fettbuckel), à laquelle les [épines neurales] donnaient un soutien interne »; et par Jack Bowman Bailey en 1997. À l'appui de son hypothèse du « dos de buffle », Bailey avançait que chez Spinosaurus, Ouranosaurus et d'autres dinosaures aux longues épines neurales, les épines étaient relativement plus courtes et plus épaisses que les épines des pélycosaures (dont on savait qu'ils possédaient des voiles) ; en revanche, ces structures étaient similaires aux épines neurales de mammifères éteints à dos bossu tels que Megacerops et Bison latifrons.

### Camouflage
Dimetrodon pourrait avoir utilisé la voile de son dos pour se camoufler lorsqu'il se dissimulait parmi les roseaux en vue d'attaquer ses proies par surprise.

### Exhibition sonore
Gregory Paul a soutenu que les voiles parallèles du cou d'Amargasaurus auraient réduit la flexion cervicale. Il a également proposé que, avec leurs sections transversales circulaires plutôt que plates, ces épines étaient plus probablement recouvertes d'une gaine cornée et auraient pu être frappées l'une contre l'autre pour produire une exhibition sonore. En 2022, une étude détaillée publiée par Cerda et al. a analysé la structure, la morphologie et la microanatomie des épines vertébrales d'Amargasaurus. Contrairement aux hypothèses de Paul, ils ont suggéré que les épines n'étaient pas recouvertes d'une gaine kératinique. L'ostéohistologie des épines indique qu'elles étaient probablement, voire exclusivement, recouvertes d'une voile cutanée. Les épines sont également très vascularisées et portent des marques de croissance cyclique, ce qui renforce cette interprétation.

## Liste d'organismes à voile

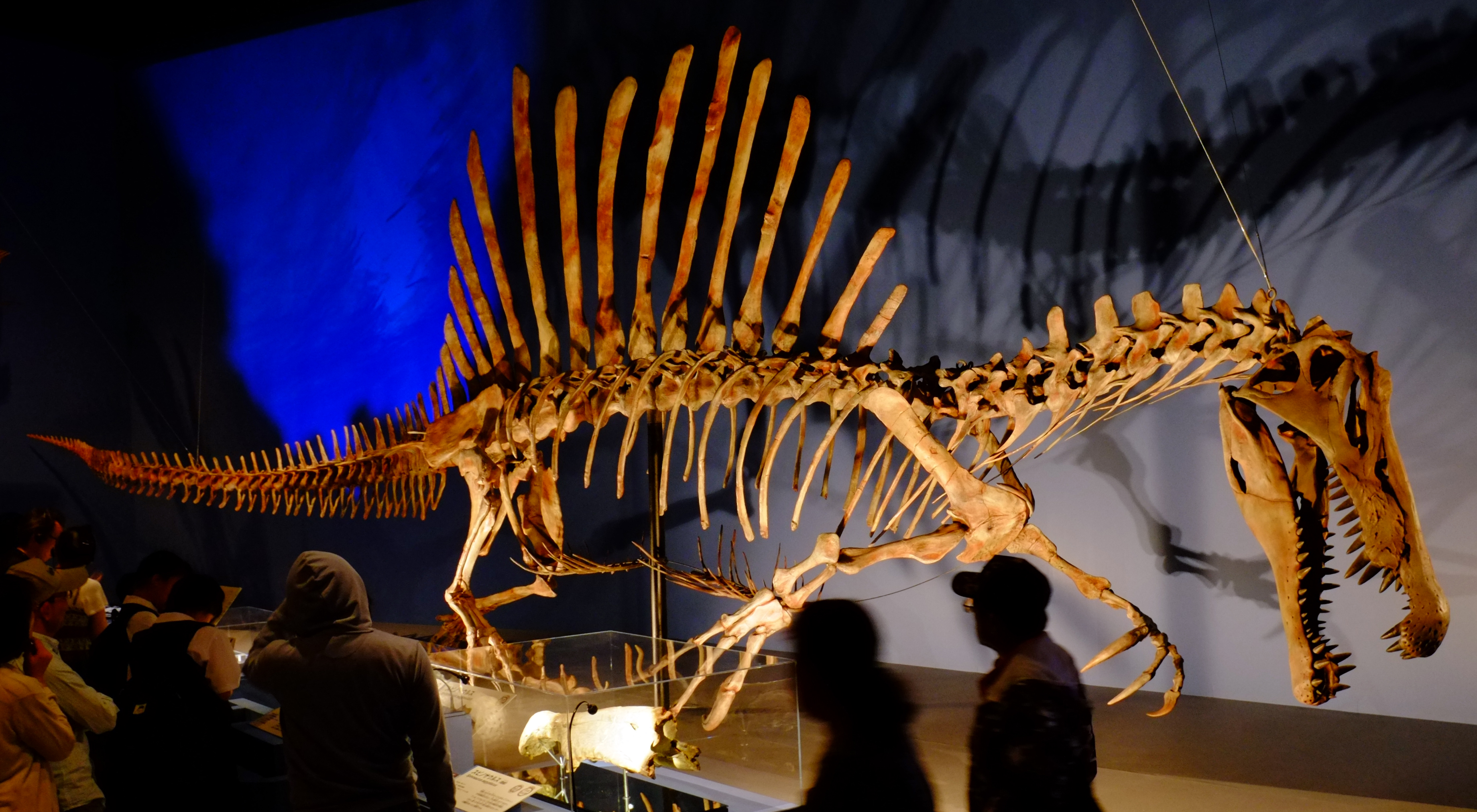
Un squelette de Spinosaurus, un dinosaure à voile

### Amphibiens
- Platyhystrix

### Amniotes

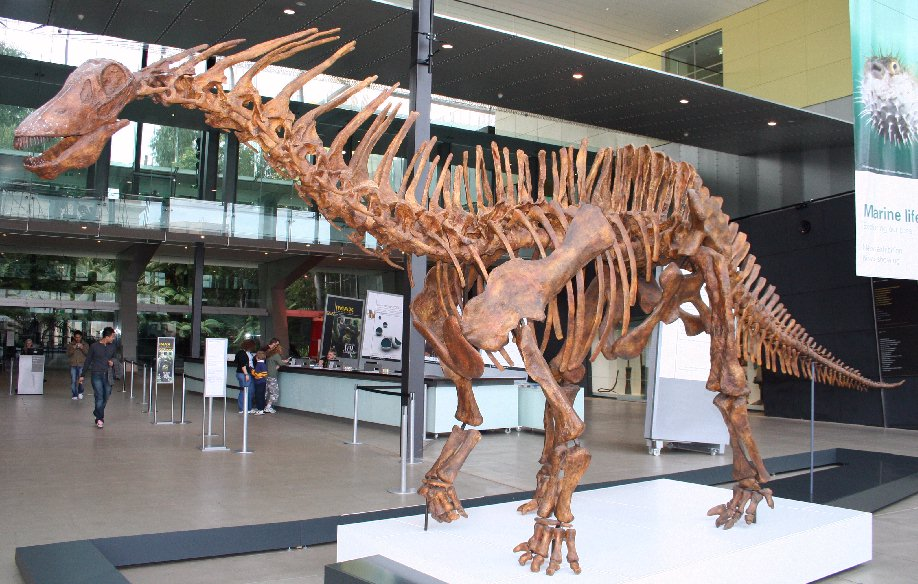
Un squelette dAmargasaurus, un autre dinosaure à voile

- De nombreux synapsides :
  - Édaphosauridés
  - Sphénacodontidés
- De nombreux poposauroidés :
  - Ctenosauriscidés
  - Lotosauridés
- Certains dinosaures :
  - Acrocanthosaurus
  - Amargasaurus Un squelette d'Amargasaurus, un autre dinosaure à voile
  - Bajadasaurus
  - Concavenator
  - Deinocheirus
  - Hypacrosaurus
  - Ichthyovenator
  - Ouranosaurus
  - Oxalaia
  - Pilmatueia (en)
  - Rebbachisaurus
  - Siamosaurus
  - Spinosaurus
  - Suchomimus